# عبادة بن الصامت

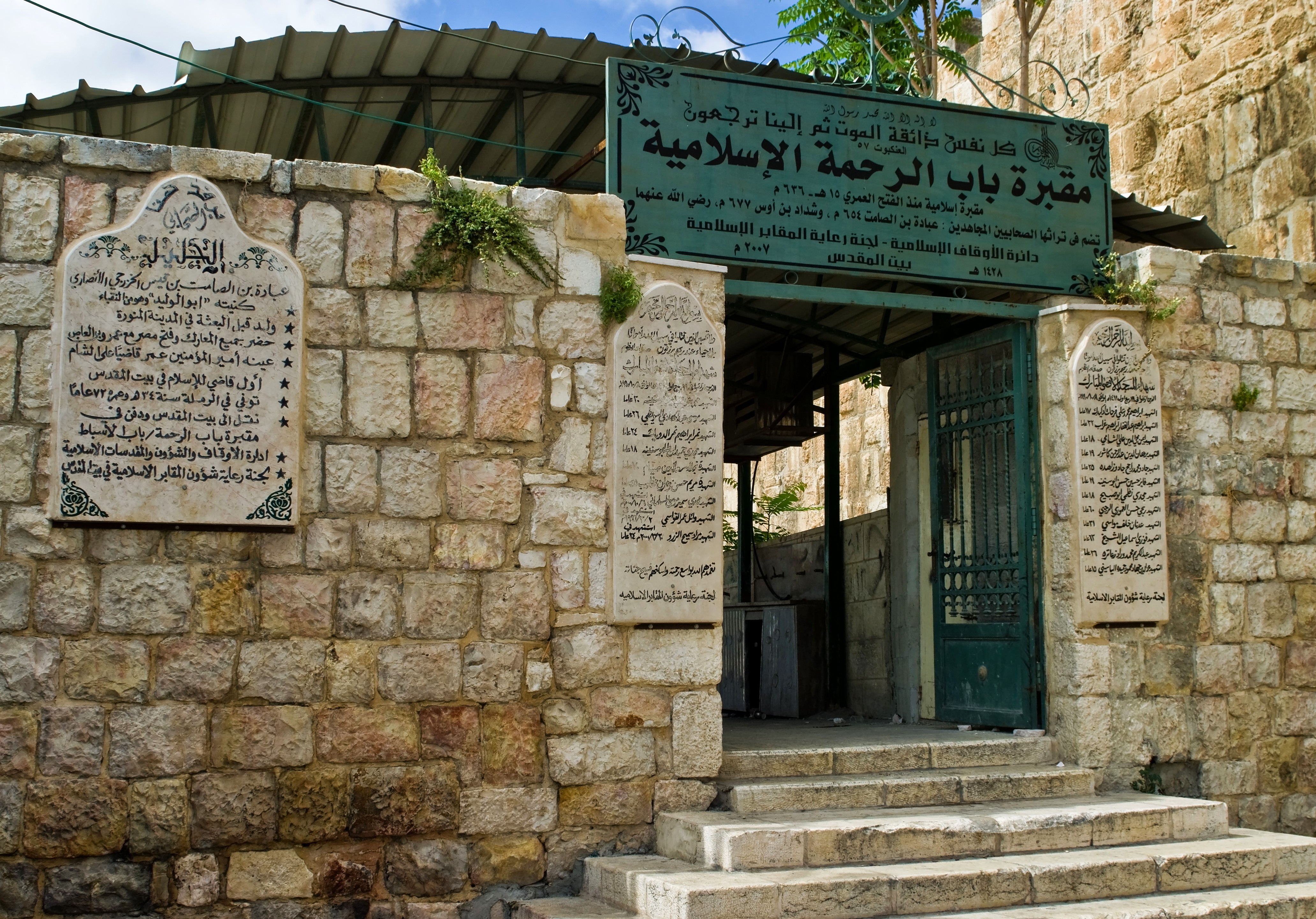
مكان رفات الصحابي عبادة بن الصامت في مقبرة باب الأسباط بالقدس

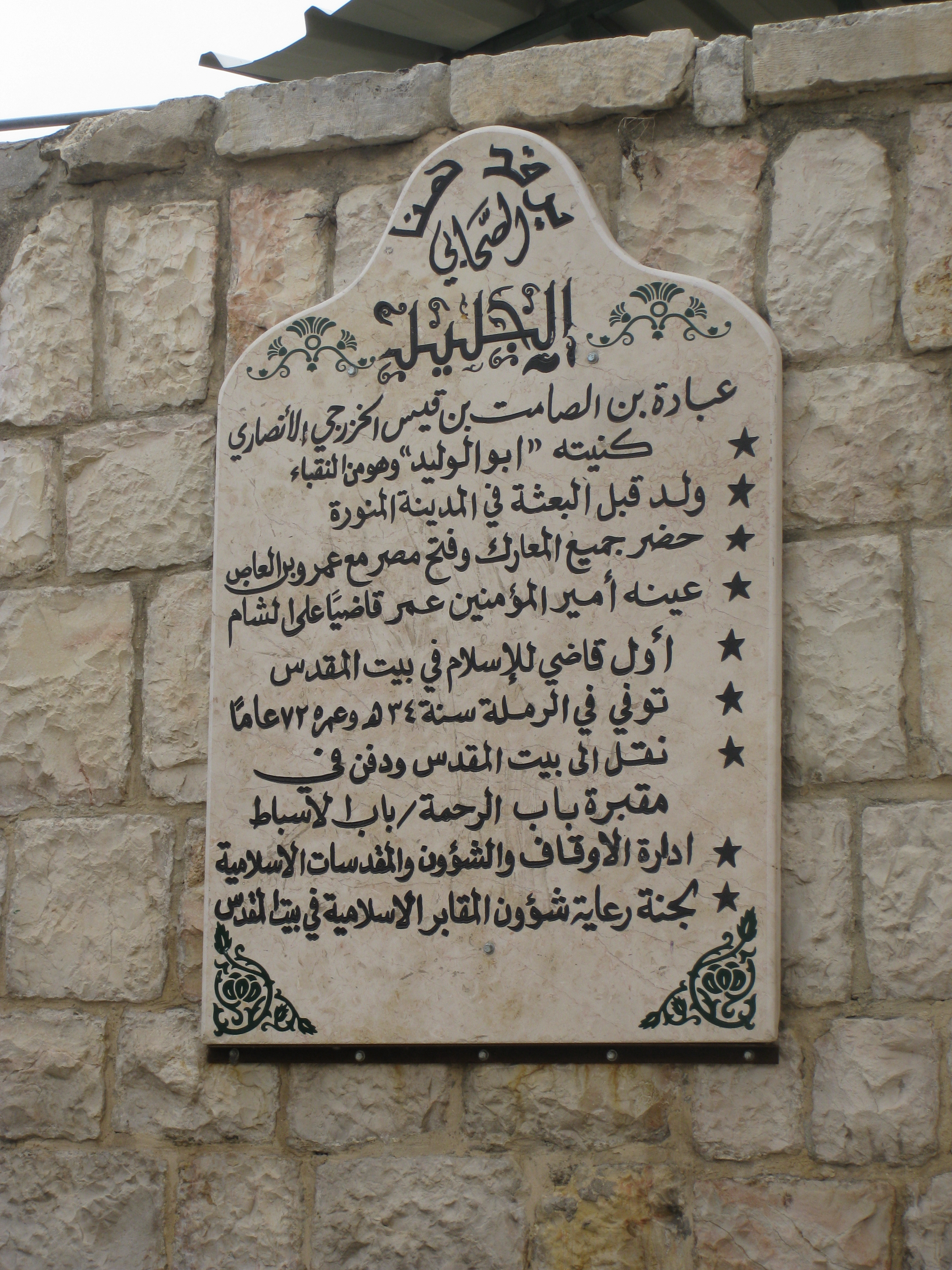
لوحة تدل على قبر الصحابي عبادة بن الصامت

عُبادة بن الصامت أبو الوليد الأنصاري(المتوفى سنة 34 هـ) صحابي من بني غنم بن عوف من الخزرج، شهد العقبتين، والمشاهد كلها، ثم شارك في الفتح الإسلامي لمصر، وسكن بلاد الشام، وتولى إمرة حمص لفترة، ثم قضاء فلسطين حتى توفي في الرملة بفلسطين.

## نسبه
عبادة بن الصامت بن قيس بن أصرم بن فهر بن قيس بن ثعلبة بن غنم بن قوقل (واسمه عوف) بن عمرو بن عوف بن الخزرج. وهو أخو الصحابي أوس بن الصامت.

## سيرته
أسلم عبادة بن الصامت قبل هجرة النبي محمد ﷺ إلى يثرب، قال ابن إسحاق أنه شهد بيعة العقبة الأولى، ولكن المؤكد أنه كان أحد نقباء الأنصار الذين بايعوا النبي محمد ﷺ في مكة بيعة العقبة الثانية. وبعد الهجرة النبوية، آخى النبي محمد ﷺ بينه وبين أبي مرثد الغنوي، وشهد عبادة بن الصامت مع النبي محمد ﷺ المشاهد كلها، كما استعمله النبي محمد ﷺ على بعض الصدقات.
كان عبادة حافظًا للقرآن، فكان يُعَلِّم أهل الصفة القرآن. وبعد وفاة النبي محمد ﷺ، وتوسّع الفتوح الإسلامية، انتقل عبادة بن الصامت إلى الشام، حيث قال محمد بن كعب القرظي: «جمع القرآن في زمن النبي ﷺ خمسة من الأنصار: معاذ وعبادة وأُبيّ وأبو أيوب وأبو الدرداء، فلما كان عمر، كتب يزيد بن أبي سفيان إليه: «إن أهل الشام كثير، وقد احتاجوا إلى من يعلمهم القرآن ويفقههم»، فقال: «أعينوني بثلاثة»، فقالوا: «هذا شيخ كبير - لأبي أيوب -، وهذا سقيم - لأُبيّ -»، فخرج الثلاثة إلى الشام، فقال: «ابدءوا بحمص، فإذا رضيتم منهم، فليخرج واحد إلى دمشق، وآخر إلى فلسطين»». قال خليفة بن خياط في تاريخه أن أبا عبيدة ولّاه إمرة حمص، ثم عزله، وولى عبد الله بن قرط، فسكن عبادة بيت المقدس، وزعم الأوزاعي أن عبادة أول من ولي قضاء فلسطين، كما قيل أنه شهد الفتح الإسلامي لمصر حيث كان من أمراء المدد الذي بُعث لعمرو بن العاص.
لما ولي معاوية بن أبي سفيان الشام، ساءت العلاقة بين عبادة ومعاوية لأشياء أنكرها عليه عبادة، فقال لمعاوية: «لا أساكنك بأرض»، فرحل إلى المدينة المنورة، فقال له عمر: «ما أقدمك؟»، فأخبره بفعل معاوية، فقال له: «ارحل إلى مكانك، فقبّح الله أرضًا لست فيها وأمثالك، فلا إمرة له عليك». ثم حدث أن كان عبادة بن الصامت مع معاوية يومًا، فقام خطيب يمدح معاوية، ويثني عليه، فقام عبادة بتراب في يده، فحشاه في فم الخطيب، فغضب معاوية. فقال له عبادة: «إنك لم تكن معنا حين بايعنا رسول الله ﷺ بالعقبة على السمع والطاعة في منشطنا ومكرهنا ومكسلنا، وأثرة علينا، وألا ننازع الأمر أهله، وأن نقوم بالحق حيث كنا، لا نخاف في الله لومة لائم. وقال رسول الله ﷺ: «إذا رأيتم المداحين، فاحثوا في أفواههم التراب»». فكتب معاوية إلى الخليفة عثمان بن عفان: «إن عبادة بن الصامت قد أفسد عليّ الشام وأهله، فإما أن تكفه إليك، وإما أن أخلي بينه وبين الشام»، فكتب إليه عثمان أن يُرحّل عبادة حتى يُرجعه إلى داره بالمدينة المنورة.
مات بالرملة سنة 34 هـ، وعمره 72 سنة، وكان رجلاً طويلاً جسيمًا جميلاً. وكان لعبادة بن الصامت من الولد الوليد أمه جميلة بنت أبي صعصعة أخت الصحابي قيس بن أبي صعصعة، ومحمد أمه أم حرام بنت ملحان، وداود وعبيد الله لم تذكر أمهاتهم.

## روايته للحديث النبوي
- روى عن: النبي محمد[9]
- روى عنه: أبو أمامة الباهلي وأنس بن مالك وأبو مسلم الخولاني وجبير بن نفير وجنادة بن أبي أمية وعبد الرحمن بن عسيلة الصنابحي ومحمود بن الربيع وأبو إدريس الخولاني وأبو الأشعث الصنعاني وابنه الوليد بن عبادة وابن زوجته أبو أبي أنس بن أم حرام وكثير بن مرة وحطان بن عبد الله الرقاشي[1] وجابر بن عبد الله بن عمرو بن حرام وفضالة بن عبيد والمقدام بن عمرو بن معديكرب ورفاعة بن رافع بن مالك وأوس بن عبد الله الثقفي وشرحبيل بن حسنة[5] وبنوه عبد الله وداود ابني عبادة بن الصامت والأسود بن ثعلبة اليربوعي وثابت بن السمط وحبيش بن شريح وحكيم بن جابر الأحمسي وربيعة بن ناجذ الأزدي الكوفي وسلمة بن المحبق الهذلي وشرحبيل بن السمط وشعيب بن محمد بن عبد الله بن عمرو بن العاص وعامر الشعبي وعبادة بن نسي الكندي وحفيده عبادة بن الوليد بن عبادة بن الصامت وعبد الله بن خليفة وعبد الله بن محيريز الجمحي وعبد الله الصنابحي وعبد الرحمن بن غنم وابنه عبيد الله بن عبادة بن الصامت وعطاء بن يسار وعمرو بن الوليد بن عبدة وقبيصة بن ذؤيب ونسي الكندي وحفيده يحيى بن الوليد بن عبادة بن الصامت ويعلى بن شداد بن أوس الأنصاري وأبو رفيع المخدجي.[9]
- مروياته: أورد له بقي بن مخلد في مسنده 181 حديث، وله منها ستة متفق عليها، وانفرد البخاري بحديثين، ومسلم بحديثين،[1] كما روى له باقي الجماعة في كتبهم.[10]